# Yrybucuá
Yrybucuá es una localidad y distrito del departamento de San Pedro. Este distrito fue creado por Ley número 1.989 por parte del Congreso paraguayo el 14 de octubre de 2002. Tiene un área de 509 km² y su territorio formó parte del distrito de San Estanislao y Capiibary.
Se ubica al sureste del departamento limitando al norte con Guayaibí, al sur con Capiibary, al oeste con San Estanislao y al este con el departamento de Canindeyú.
Su nombre deriva del guaraní "yryvu kua" que significa "lugar de buitres", porque se cree que en el lugar se criaban los buitres blancos conocidos como "yryvu ruvicha" que sobrevolaban majestuosamente en un cerro.